# فرنسيس هيغينسون
فرنسيس هيغينسون (بالإنجليزية: Francis Higginson)‏ هو كاتب أمريكي، ولد في 1588 في Claybrooke Parva ‏ في المملكة المتحدة، وتوفي في 6 أغسطس 1630.